# Dimmitt
Dimmitt is een plaats (city) in de Amerikaanse staat Texas, en valt bestuurlijk gezien onder Castro County.

## Demografie
Bij de volkstelling in 2000 werd het aantal inwoners vastgesteld op 4375.
In 2006 is het aantal inwoners door het United States Census Bureau geschat op 3877, een daling van 498 (-11,4%).

## Geografie
Volgens het United States Census Bureau beslaat de plaats een oppervlakte van
5,4 km², geheel bestaande uit land. Dimmitt ligt op ongeveer 1181 m boven zeeniveau.

## Plaatsen in de nabije omgeving
De onderstaande figuur toont nabijgelegen plaatsen in een straal van 36 km rond Dimmitt.